# Mils bei Hall
Mils is een gemeente in het district Innsbruck Land van de Oostenrijkse deelstaat Tirol.

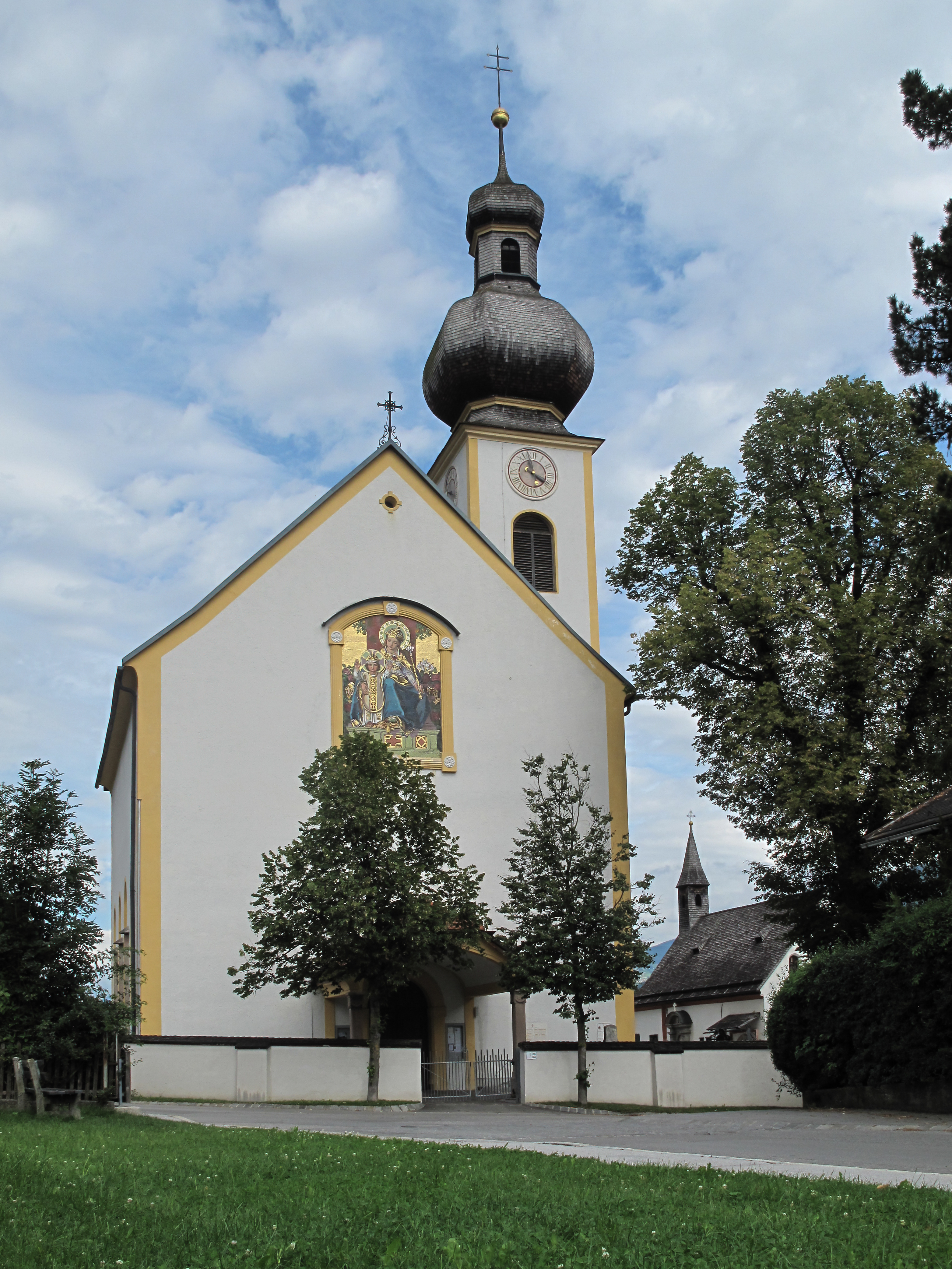
Mils, kerk: Katholische Pfarrkirche Mariä Himmelfahrt

Mils ligt in het Inndal, dicht bij Hall in Tirol. Het gemeentegebied wordt in het westen door de Weißenbach en in het zuiden door de Inn begrensd. Het noordelijke dorpje Milser Heide is in de loop der jaren aan de hoofdkern vastgegroeid.

## Geschiedenis
Mils werd voor het eerst vermeld in 930. Archeologische vondsten, oude graven en veldnamen uit de Romeinse tijd en de tijd daarvoor geven echter aan dat het dorp veel ouder is. Lange tijd is het dorp een bedevaartsoord geweest, maar nadat in 1791 een brand de parochiekerk in de as legde geraakte het in vergetelheid. De afgelopen vier decennia is er sprake geweest van een sterke bevolkingstoename.

## Economie
De gemeente is agrarisch georiënteerd, maar het grootste deel van de bevolking is werkzaam buiten de gemeentegrenzen. In 1998 werd een industriegebied opgezet in het zuiden van de gemeente, dat heden ten dage zorgt voor ongeveer 400 arbeidsplaatsen in diverse bedrijfstakken.